# Joe Thomas (Saxophonist, 1909)

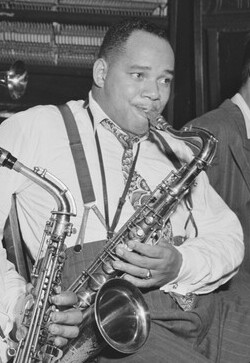
Joe Thomas, ca. Oktober 1947

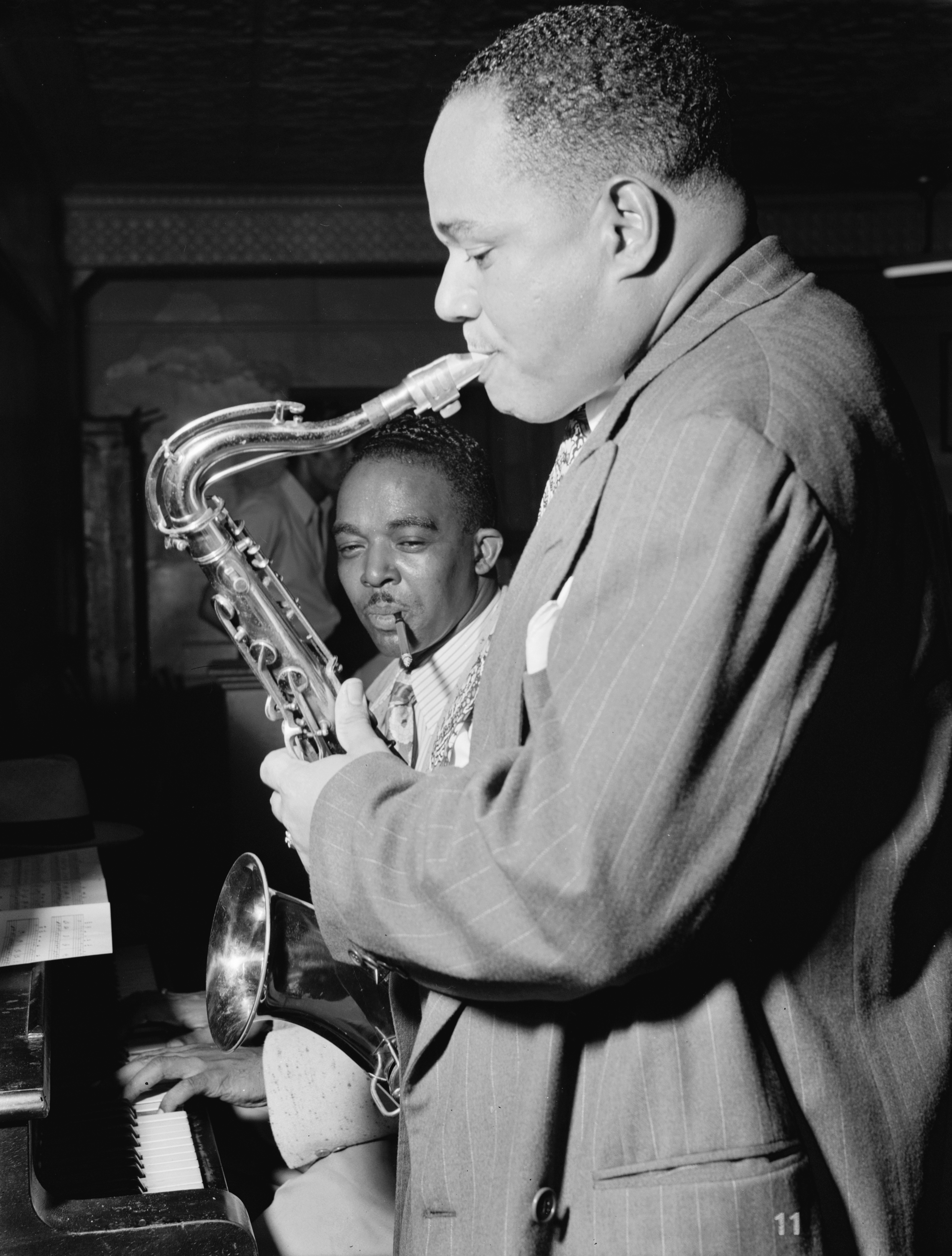
Thomas und Eddie Wilcox (im Hintergrund), ca. Oktober 1947.
Fotografie von William P. Gottlieb.

Joseph Vankert „Joe“ Thomas (* 19. Juni 1909 in Uniontown, Pennsylvania; † 3. August 1986 in Kansas City, Missouri) war ein US-amerikanischer Jazz- und Rhythm-and-Blues-Tenorsaxophonist, Sänger und Bandleader.
Thomas wurde bekannt als Altsaxophonist im Orchester von Horace Henderson (1929/1930), wechselte dann während seiner Mitgliedschaft in Stuff Smiths Band 1930/31 zum Tenor. Ab 1932 arbeitete er bei Jimmie Lunceford und gehörte der Band bis zu Luncefords Tod im Jahre 1947 an, in der er oft Soli spielte und auch gelegentlich sang. Joe Thomas und Eddie Wilcox leiteten dann für ein Jahr die Lunceford-Band als Ghostband. 
Ende der 1940er und in den frühen 1950er Jahren leitete er ein Rhythm-and-Blues-Sextett, in dem u. a. Emmett Berry und George Duvivier spielten; er verließ dann aber das Musikgeschäft, um Mitte der 50er im Familienbetrieb zu arbeiten. In den 1960er Jahren begann er wieder gelegentlich aufzutreten, wie 1970 auf dem New York Jazz Festival und 1968 auf dem Newport Jazz Festival, wo er unter Count Basie Lunceford-Arrangements spielte. Ab Ende der 1970er und Anfang der 1980er Jahre entstanden auch Aufnahmen unter eigenem Namen, u. a. mit Jimmy Rowles (1979) und Jay McShann (1982). 
Der Tenorsaxophonist ist nicht mit dem gleichnamigen Swingtrompeter Joe Thomas zu verwechseln, der u. a. im Fletcher-Henderson-Orchester spielte.

## Diskographische Hinweise
- Giants of Small-Band Swing  Vol. 2 (OJC, 1946)
- Jumpin´ with Joe (Swingtime, 1949–52)
- Speak You Piece (Sue, 1964)
- Raw Meat (Uptown, 1982)
- Blowin’ in from K.C. (Uptown, 1984)